# بيتس إليس
بيتس إليس هو سياسي أمريكي، ولد في 29 فبراير 1808، وتوفي في 1 فبراير 1876. نشط حزبياً في الحزب الديمقراطي. وقد انتخب عضو جمعية ولاية ويسكونسن ‏.